# آکیکو میامورا
آکیکو میامورا (انگلیسی: Akiko Miyamura؛ زادهٔ ۱۴ اکتبر ۱۹۷۴) بدمینتون‌باز اهل ژاپن بود.